# Ministère de la Santé (Lituanie)
Pour les articles homonymes, voir Ministère de la Santé.
Le ministère de la Santé (en lituanien : sveikatos apsaugos ministerija), est l’administration lituanien chargée de la mise en œuvre de la politique du gouvernement dans le domaine de la santé.
Le titulaire actuel est Marija Jakubauskienė, ministre de la Santé dans le gouvernement Paluckas.

## Organisation

### Ministre
Depuis le 12 décembre 2024, Marija Jakubauskienė est le ministre de la Santé dans le gouvernement Paluckas.

### Missions
- Organiser, coordonner et contrôler la politique de l'État dans le domaine des soins de santé personnels ;
- organiser, coordonner et contrôler la politique de l'État dans le domaine des soins de santé publique, y compris la lutte contre l' alcoolisme , les drogues et le tabac ;
- organiser, coordonner et contrôler la politique de l'État dans le domaine des activités et autres produits pharmaceutiques ;
- organiser, coordonner et contrôler la politique de l'Etat dans le domaine de l'assurance maladie.